# Grobisce
Grobisce (in sloveno Grobišče) è un centro abitato della Slovenia, frazione del comune di Postumia.

## Storia
Il centro abitato apparteneva storicamente alla Carniola, ed era noto con il toponimo tedesco di Grobsche e con quello sloveno di Grobišče.
Dopo la prima guerra mondiale passò, come tutta la Venezia Giulia, al Regno d'Italia; il toponimo venne italianizzato in Grobisce.
Dopo la seconda guerra mondiale il territorio passò alla Jugoslavia; attualmente Grobisce (tornata ufficialmente Grobišče) è frazione del comune di Postumia.

## Cultura
A Grobisca nacque il 21 novembre 1879 Franciscus Mužina che fu gendarme austro-ungarico a San Lorenzo di Mossa. Nella stessa località si sposò nel 1908.